# Marcel Dehalu
Marcel Dehalu (Montegnée, 1873-1960) est un astronome belge.

## Biographie
Collaborateur de François Folie à l'observatoire de Cointe, docteur en sciences physiques et mathématiques, il est professeur de topographie à l'université de Liège. Il s'intéresse au champ magnétique terrestre, et fait des recherches sur la boussole de mine. Il participe à plusieurs missions cartographique au Congo belge, notamment, la détermination de la frontière avec l'Ouganda (1906) et, avec des géodésiens britanniques, la mesure d'un arc équatorial du 30e méridien (1908-1909). Après 1909, il est chargé de l'établissement d'une carte générale des concessions minières du bassin de Campine (gisement découvert le 1er août 1901 par le géologue louvaniste André Dumont). Il fait les premiers tests de photogrammétrie en Belgique. En 1922, il succède à Constantin Le Paige comme directeur de l'observatoire.
En 1923, il est nommé administrateur-inspecteur à l'université de Liège dont il fut un des grands bâtisseurs. On lui doit le campus de la Faculté des sciences appliquées du Val-Benoît (1930-1937). Il fut élu membre de la Société Royale des Sciences de Liège en 1902 et Secrétaire général de 1932 à sa mort en 1960, élu membre correspondant en 1921 et membre effectif en 1933 de l'Académie royale de Belgique, membre de l'Académie royale des Sciences d'Outre-Mer dès sa fondation en 1929 sous le nom d'Institut royal colonial belge, membre du Comité international des Poids et Mesures en 1936,et secrétaire de 1946 à 1952. élu membre correspondant de l'Académie des Sciences de l'Institut de France en 1951,.
Dans " Hommage de la Société Royale des Sciences de Liège à son secrétaire général M. Dehalu (1873-1960) ", Edit. Institut d'Astrophysique, Cointe Sclessin, 1961; " Florilège des Sciences en Belgique: Marcel Dehalu par Marcel Migeotte ", Académie Royale de Belgique, Classe des Sciences, 1980.
Il est inhumé au Cimetière de Robermont à Liège.